# Место встречи (фильм)
«Место встречи» (итал. The Place) — итальянский драматический фильм режиссёра Паоло Дженовезе. Премьера в Италии состоялась 9 ноября 2017 года. В России фильм вышел 8 февраля 2018 года.
Это итальянская адаптация сериала «Столик в углу» (2010), состоящего из двух сезонов по пять коротких серий в каждом.

## Сюжет
В кафе The Place за столом сидит человек, одетый в деловой костюм. Он готов выполнить любое желание посетителя ресторана, при условии выполнения его задания. Задания зачастую звучат ужасно, но исполняются добровольно и могут быть прекращены в любое время. Загадочный человек утверждает, что он не даёт невыполнимых заданий. Однако, чтобы выполнить задания, нужно пойти против собственных моральных представлений и совершить плохой поступок.
Основную часть фильма составляют желания людей и выполнение ими заданий Человека.
Фильм заканчивается эпизодом, в котором Человек признается Анджеле, что хочет перестать заниматься тем, что он делает. Анжела говорит, что это можно сделать, забирает блокнот, достает ручку и начинает писать. На последних кадрах фильма показывается столик, за которым, не покидая его в течение всего фильма, сидел Человек. Однако теперь он пуст, а в пепельнице догорает вырванный из блокнота листок тетрадки, символизирующий выполненное задание.

## В ролях
- Валерио Мастандреа — Человек за столиком
- Марко Джаллини — Этторе, полицейский
- Алессандро Борги — Фульвио, слепой
- Сильвио Муччино — Алекс, преступник, сын Этторе
- Альба Рорвахер — Сестра Киара, монахиня
- Виттория Пуччини — Адзурра
- Сабрина Ферилли — Анджела, официантка в кафе
- Сильвия д’Амико — Мартина
- Рокко Папалео — Одоакр, механик
- Джулия Лаццарини — Марчелла
- Виничио Маркиони — Луиджи

## Желания и задания
| Персонаж     | Просьба                                                       | Задание                                          | Результат |
| ------------ | ------------------------------------------------------------- | ------------------------------------------------ | --- |
| Этторе       | Найти украденные деньги                                       | Избить человека до полусмерти                    | Избил двух людей, второму повредил сетчатку, рёбра. После посещения кафе получил звонок и нашёл украденные сыном деньги. |
| Этторе       | Встретить сына (Алекса)                                       | Замять заявление от женщины                      | После долгого колебания замял дело, положив его в ящик с заявлениями об угоне велосипеда. Это оказалось заявление от Аззуры, которую вскоре нашли мёртвой. После всего признался начальству, в результате чего был уволен и посажен в тюрьму. Сын пришёл его навестить. |
| Фульвио      | Вернуть себе зрение                                           | Изнасиловать женщину                             | Долго колебался. Начал встречаться с сестрой Киарой, с целью её изнасиловать, но по итогу условия сделки соблюдены не были: Киара была заинтересована в сексе с Фульвио. Он остаётся слепым. |
| Алекс        | Цветы для Мартины                                             | Перевести 10 бабушек через дорогу                | Пробное желание, после выполнения получил букет, считая что всё подстроено. |
| Алекс        | Чтобы отец-полицейский (Этторе) перестал его искать           | Помочь Мартине в совершении ограбления           | Помог ограбить подругу Мартины, но не совсем удачно: нужную сумму не собрали, Мартина получила огнестрельное ранение в руку. |
| Алекс        | Чтобы Мартина отказалась от желания                           | Встретиться с отцом и сказать что он его любит   | Алекс дважды встречался с Этторе. Первый раз в другом кафе, где после непродолжительного разговора бросил «Я тебя люблю» и удалился. Задание не выполнил, а в это время Мартина планировала новое ограбление. После встречи с отцом в тюрьме вместе с Мартиной посетил Человека в кафе. Он признался, что не произнёс нужную фразу вообще, но отец понял без слов. Мартина отказалась от выполнения задания. |
| Сестра Киара | Снова услышать Бога                                           | Забеременеть                                     | Долго не соглашалась на условие сделки. После долгих поисков нашла в церкви слепого, им оказался Фульвио. После нескольких свиданий решилась на зачатие. В конце признается, что слышит Бога, который говорит что у неё будет мальчик. О беременности Фульвио решила не говорить. |
| Аззурра      | Чтобы муж вновь полюбил                                       | Разрушить чужую семью                            | Не сумев соблазнить соседского мужа, подбросила в их спальню свои трусики и несколько волос. Также соврала своему мужу о том, что изменяет ему. В течение некоторого времени была счастлива, но вскоре изменила своё мнение. Муж начал её избивать, думая, что Аззурра действительно ему изменяет. |
| Аззурра      | Чтобы муж от неё отстал                                       | —                                                | Аззурра изменила своё мнение, но Человек отказал в заключении сделки. Заявила в полицию о том, что её избивает муж, но Этторе спрятал её заявление. Через некоторое время была найдена мертвой. |
| Мартина      | Стать красивой                                                | Украсть 100 000,05 евро                          | Долго планировала различные ограбления, решила обокрасть богатую подругу. После посещения вечеринки встретила Алекса, торгующего ЛСД и решила взять его в дело. Во время ограбления получила огнестрельное ранение. В конце отказалась от своей просьбы, т.к. удовлетворена положением вещей. |
| Одоакр       | Провести ночь с девушкой по его выбору                        | В течение 2 недель защищать определенную девочку | В качестве желанной девушки выбрал модель с постера в его мастерской. Получил записку от Человека с адресом девочки, которую следовало защищать. Начал за ней следить, устроился барменом в соседнем заведении. Спас девочку от Луиджи, который пытался задавить её на автомобиле. После чего он её похитил и спрятал у себя, чтобы никто не смог ей навредить. Задание выполнил, но очень привязался к ребёнку. В итоге выследил Луиджи и пытался его убить, чтобы Луиджи не смог причинить вред девочке. Во время драки получил ножевое ранение в живот, предположительно скончался.  |
| Марцелла     | Регрессия болезни Альцгеймера у мужа                          | Убить определенное количество людей              | В качестве способа убийства выбрала бомбу. Заказав детали по интернету собрала устройство, несколько раз приносила его в кафе Зелёное Яблоко, в котором встречались Фульвио и сестра Киара. Соврала об успешном теракте. После нескольких дней раздумий принесла тикающую бомбу в кафе к Человеку, пригрозив взорвать его и посетителей, лишь бы муж выздоровел. После непродолжительного разговора Марцелла забрала сумку и ушла, решив что ей будет совестно перед мужем за содеянное, тем самым разорвав соглашение.                                                                 |
| Луиджи       | Излечение собственного ребёнка от онкологического заболевания | Убить чужого ребёнка                             | В качестве жертвы выбрал маленькую девочку, которую впоследствии Человек приказал защищать Одоакру. Обнаружил, что механик следит за ребёнком. В один из дней попытался задавить свою цель, но Одоакр помешал ему. Вечером, когда механик пробрался к нему в квартиру вступил в драку и ударил Одоакра ножом в живот. Вызвал скорую помощь, а сам поехал искать девочку. Не смог её убить и отпустил её. Поскольку условия сделки выполнены не были, сразу поехал в больницу, предполагая, что сын сейчас умрёт. Тем не менее, опухоль «полностью регрессировала» и ребёнок выздоровел. |

## Релиз
Премьера фильма состоялась на Римском кинофестивале в 2017 году. Фильм был выпущен в кинотеатрах 9 ноября 2017 года.

## Критика
Виттория Скарпа, критик журнала Cineuropa, высказалась о фильме так:

Этот фильм — один из самых ожидаемых фильмов сезона. После того как был завершён фильм Perfect strangers, Паоло Дженовезе хотел показать что-нибудь смелое. У него это получилось. Он показал амбициозный метафорический фильм, который, возможно, понравится не каждому, но в котором сценарист в первый раз отказался от жанра комедии. Этот фильм — диалог, это проверка для актёров. Фильм задаёт один очень важный вопрос: «Как далеко Вы готовы пойти, чтобы добиться желаемого?»
Оригинальный текст (англ.)It’s been one of the most anticipated films of the season. Following the overwhelming success of Perfect Strangers, Paolo Genovese was in a position to do something daring and that he did, pulling an ambitious and metaphorical film out of his hat, which may not be for everyone, but in which he truly leaves comedy behind for the first time... A dialogue film, a test for its actors, and a conceptual "huis clos," which asks the audience one single yet weighty question: how far would you go to get what you want?

## Награды и номинации
- 2018 — 8 номинаций на премию «Давид ди Донателло»: лучший режиссёр (Паоло Дженовезе), лучший адаптированный сценарий (Паоло Дженовезе, Изабелла Агилар), лучший актёр (Валерио Мастандреа), лучшая актриса второго плана (Джулия Лаццарини), лучшая операторская работа (Фабрицио Луччи), лучший монтаж (Консуэло Катуччи), лучшая песня, «Молодёжный Давид» (Паоло Дженовезе).
- 2018 — 5 номинаций на премию «Серебряная лента»: лучший продюсер (Джампаоло Летта), лучший актёр (Валерио Мастандреа), лучший актёр второго плана (Виничио Маркиони), лучшая актриса второго плана (Сабрина Ферилли), лучшая песня («The Place», Марианна Мираж).